# Yle Areena
Yle Areena (in svedese Yle Arenan) è la piattaforma di video on demand e streaming fornita dall'emittente pubblica finlandese Yleisradio (Yle). Il servizio offre programmi televisivi prodotti dalla Yle in diretta e in streaming e contenuti di altre emittenti internazionali.
La piattaforma fu lanciata il 15 giugno 2007 e alla fine del primo anno di attività contava circa 200.000 navigatori settimanali. Nel 2019, Areena ha registrato sette milioni di visite mensili. Secondo i dati registrati nel 2021, i finlandesi hanno utilizzato il servizio per una media di 70 minuti a settimana.
Secondo le indagini condotte da Taloustutkimus, Yle Areena è stato il marchio online più apprezzato in Finlandia nel 2018, 2019 e nel 2020.

## Contenuti

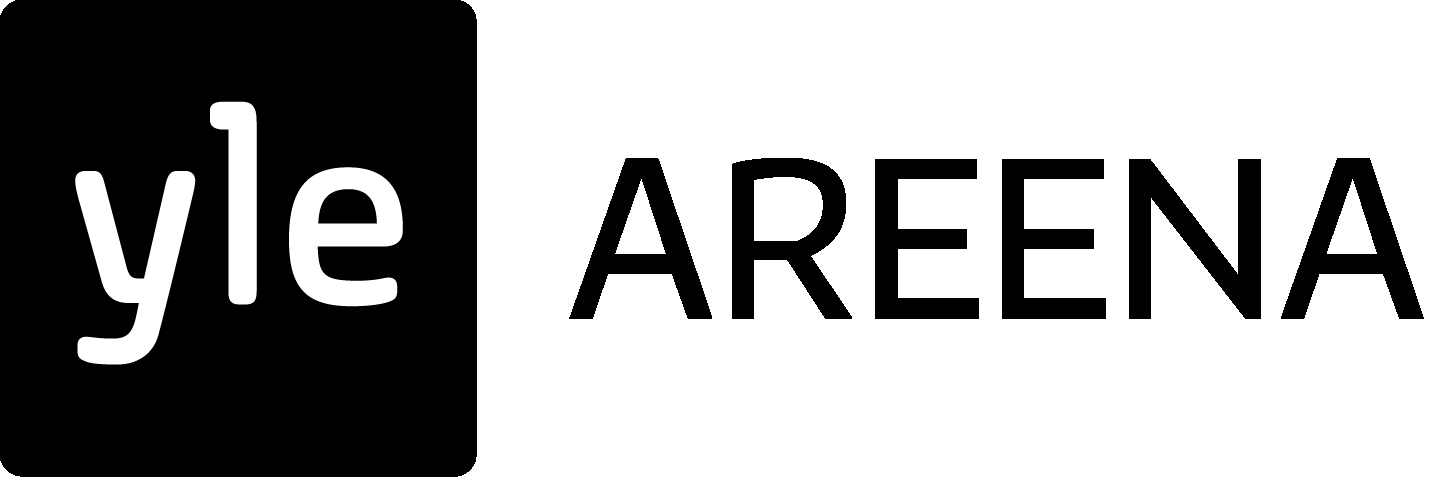
Logo utilizzato dal 2012 al 2017

Su Yle Areena sono disponibili film, podcast, programmi televisivi e radiofonici di produzione Yle o estera in finlandese e svedese. Nella piattaforma, è possibile guardare le trasmissioni in tempo reale e in streaming. L'emissione dei canali televisivi in diretta in Areena iniziò nel 2013.
Nel 2021, i programmi più visti su Yle Areena furono la serie comica Modernit miehet e le serie drammatiche Sisäilmaa, Kotikatu, Uusi päivä e Syke, oltre a varie trasmissioni sportive. Invece i programmi radiofonici più ascoltati furono il drama musicale Armi Aavikko – siinä välissä olin elossa e le serie audio The Men from the Ministry e Tiedeykkönen.
Per motivi di copyright, alcuni programmi presenti nella piattaforma sono disponibili solo in Finlandia. Tuttavia, le trasmissioni possono essere viste anche dai residenti finlandesi nell'Unione Europea.
Da marzo 2018, alcuni contenuti del servizio, soprattutto stranieri, non sono più disponibili per la visione tramite una connessione VPN.

## Disponibilità
Yle Areena è disponibile sui browser web, in applicazione per dispositivi mobili iOS, Android e per smart TV, su PlayStation 4 e 5 e sulla digital-box Elisa Viihde.
Prima del 2017, il servizio web Yle Areena utilizzava la tecnologia Adobe Flash per riprodurre i contenuti. Nel 2017, Yle ha iniziato a sostituire Flash con HTML5 e da settembre 2018 Areena è completamente sprovvisto di Flash.
A partire dal 12 dicembre 2023, le applicazioni mobili di Yle Areena richiedono un login obbligatorio all'account Yle per usufruirne.

## Altri servizi

### Lasten Areena
Lasten Areena (Barnens Arena in svedese) è un'applicazione dedicata alla programmazione per bambini e offre contenuti come storie, racconti, cartoni e musica. È disponibile sui browser web, sui dispositivi mobili Android e iOS, su Android TV ed Apple TV e sulle smart TV LG e Samsung.

### Yle Elävä arkisto
Yle Elävä arkisto (Yle Arkivet in svedese) è il servizio che offre i contenuti più datati; in esso si può trovare materiale cinematografico e televisivo risalente al 1906 e radiofonico a partire dal 1935.